# Нардодипаче
Нардодипаче (итал. Nardodipace) је насеље у Италији у округу Вибо Валенција, региону Калабрија.
Према процени из 2011. у насељу је живело 489 становника. Насеље се налази на надморској висини од 1079 м.

## Становништво
Према резултатима пописа становништва 2011. у општини је живело 1.384 становника.
| 1931. | 1936. | 1951. | 1961. | 1971. | 1981. | 1991. | 2001. | 2011. |
| ----- | ----- | ----- | ----- | ----- | ----- | ----- | ----- | ----- |
| 2.251 | 2.233 | 2.496 | 2.729 | 2.290 | 2.065 | 1.610 | 1.477 | 1.384 |